# Coppa di Carelia di football americano 2015
La coppa di Carelia di football americano 2015 è stata la 2ª edizione dell'omonimo torneo di football americano.

## Squadre partecipanti
| Club                          | Città        | Stadio | Sponsor ufficiale | Risultato nella stagione 2014 |
| ----------------------------- | ------------ | ------ | ----------------- | ----------------------------- |
| Jaroslavl Rebels              | Jaroslavl'   |        |                   |                               |
| Moscow Bruins                 | Mosca        |        |                   |                               |
| Petrozavodsk Karelian Gunners | Petrozavodsk |        |                   |                               |
| Rhinos Cherepovets            | Čerepovec    |        |                   |                               |

## Tabellone
|  | Semifinali                    | Semifinali                    | Semifinali    |               |                               | Finale                        | Finale             | Finale          |  |
|  |                               |                               |               |               |                               |                               |                    |                 |  |
|  | Petrozavodsk Karelian Gunners | Petrozavodsk Karelian Gunners | 28            |               |                               |                               |                    |                 |  |
|  | Petrozavodsk Karelian Gunners | Petrozavodsk Karelian Gunners | 28            |               |                               |                               |                    |                 |  |
|  | Rhinos Cherepovets            | Rhinos Cherepovets            | 14            |               |                               |                               |                    |                 |  |
|  | Rhinos Cherepovets            | Rhinos Cherepovets            | 14            |               | Petrozavodsk Karelian Gunners | Petrozavodsk Karelian Gunners | 0                  |                 |  |
|  |                               |                               |               |               | Petrozavodsk Karelian Gunners | Petrozavodsk Karelian Gunners | 0                  |                 |  |
|  |                               |                               | Moscow Bruins | Moscow Bruins | 36                            |                               |                    |                 |  |
|  | Moscow Bruins                 | Moscow Bruins                 | Moscow Bruins | Moscow Bruins | 36                            | 22                            |                    |                 |  |
|  | Moscow Bruins                 | Moscow Bruins                 |               |               |                               | 22                            |                    |                 |  |
|  | Jaroslavl Rebels              | Jaroslavl Rebels              | 19            |               |                               | Finale 3º posto               | Finale 3º posto    | Finale 3º posto |  |
|  | Jaroslavl Rebels              | Jaroslavl Rebels              | 19            |               |                               |                               |                    |                 |  |
|  |                               |                               |               |               |                               |                               |                    |                 |  |
|  |                               |                               |               |               |                               | Rhinos Cherepovets            | Rhinos Cherepovets | 0               |  |
|  |                               |                               |               |               |                               | Rhinos Cherepovets            | Rhinos Cherepovets | 0               |  |
|  |                               |                               |               |               |                               | Jaroslavl Rebels              | Jaroslavl Rebels   | 5               |  |

## Calendario

### Semifinali
| Petrozavodsk 19 settembre 2015, ore 20:20 | Petrozavodsk Karelian Gunners | 28 – 14 (6-0 6-0 0-0 16-14) referto | Rhinos Cherepovets | Stadion Spartak |

| Petrozavodsk 19 settembre 2015, ore 23:10 | Moscow Bruins | 22 – 19 (6-6 0-0 3-0 13-13) referto | Jaroslavl Rebels | Stadion Spartak |

## Finali

### Finale 3º - 4º posto
| Petrozavodsk 20 settembre 2015, ore 19:50 | Jaroslavl Rebels | 5 – 0 (0-0 3-0 2-0 0-0) referto | Rhinos Cherepovets | Stadion Spartak |

### II Finale
| Petrozavodsk 20 settembre 2015, ore 18:20 | Petrozavodsk Karelian Gunners                 | 0 – 36 (0-7 0-7 0-7 0-15) referto | Moscow Bruins | Stadion Spartak\| Arbitri: \| Isaev Morozov Makatsarija N. Poljakov Čelmaev \| |
| Arbitri:                                  | Isaev Morozov Makatsarija N. Poljakov Čelmaev |                                   |               |                                                                                |

## Verdetti
- Moscow Bruins Vincitori della Coppa di Carelia 2015

## Marcatori
| Giocatore     | Sq.                           | TD rush | TD recv | TD int | TD p.ret | TD k.ret | TD oth | Xp1 | Xp2 | FG | Saf | Totale |
| ------------- | ----------------------------- | ------- | ------- | ------ | -------- | -------- | ------ | --- | --- | -- | --- | ------ |
| Voronkov      | Moscow Bruins                 | 3       | 0       | 0      | 0        | 0        | 0      | 0   | 1   | 0  | 0   | 20     |
| Šakirov       | Moscow Bruins                 | 3       | 0       | 0      | 0        | 0        | 0      | 0   | 0   | 0  | 0   | 18     |
| Imanov        | Jaroslavl Rebels              | 2       | 0       | 0      | 0        | 0        | 0      | 0   | 0   | 0  | 0   | 12     |
| Kondjukov     | Petrozavodsk Karelian Gunners | 2       | 0       | 0      | 0        | 0        | 0      | 0   | 0   | 0  | 0   | 12     |
| A. Poljakov   | Jaroslavl Rebels              | 0       | 1       | 0      | 0        | 0        | 0      | 1   | 0   | 1  | 0   | 10     |
| Li            | Moscow Bruins                 | 0       | 0       | 0      | 0        | 0        | 0      | 5   | 0   | 1  | 0   | 8      |
| Beljaev       | Rhinos Cherepovets            | 1       | 0       | 0      | 0        | 0        | 0      | 0   | 0   | 0  | 0   | 6      |
| Davidenko     | Petrozavodsk Karelian Gunners | 0       | 1       | 0      | 0        | 0        | 0      | 0   | 0   | 0  | 0   | 6      |
| Muchamedžanov | Moscow Bruins                 | 0       | 0       | 0      | 0        | 0        | 1      | 0   | 0   | 0  | 0   | 6      |
| Pavlenko      | Moscow Bruins                 | 1       | 0       | 0      | 0        | 0        | 0      | 0   | 0   | 0  | 0   | 6      |
| Rodin         | Rhinos Cherepovets            | 0       | 1       | 0      | 0        | 0        | 0      | 0   | 0   | 0  | 0   | 6      |
| Tarzalajnen   | Petrozavodsk Karelian Gunners | 0       | 0       | 0      | 0        | 1        | 0      | 0   | 0   | 0  | 0   | 6      |
| Burkin        | Petrozavodsk Karelian Gunners | 0       | 0       | 0      | 0        | 0        | 0      | 1   | 0   | 1  | 0   | 4      |
| ?             | Rhinos Cherepovets            | 0       | 0       | 0      | 0        | 0        | 0      | 0   | 1   | 0  | 0   | 2      |
| Team          | Jaroslavl Rebels              | 0       | 0       | 0      | 0        | 0        | 0      | 0   | 0   | 0  | 1   | 2      |

- Miglior marcatore della stagione: Voronkov ( Moscow Bruins), 20